# 존 번 (만화가)
존 린들리 번(영어: John Lindley Byrne, 1950년 7월 6일 ~ )은 미국의 영국 출신 만화가이다. 1970년대 중반 마블 코믹스의 슈퍼히어로 만화 《판타스틱 포》와 《엑스맨》의 아티스트로 활동했다. 1980년대에는 새롭게 설정을 고쳐 선보인 슈퍼맨 시리즈의 아티스트로 발탁되었다. 2015년 크리스 클레어몬트와 더불어 만화 명예의 전당에 이름이 올라갔다.